# 오리콘 싱글 차트
오리콘 싱글 차트(일본어: オリコンシングルチャート)는 오리콘 그룹의 데이터 서비스 사업 회사인 오리콘 리서치 회사가 발표하는 음악의 매출을 집계한 순위이다.

## 연간 싱글 1위
| 연도   | 제목                               | 가수                                                       |
| ------ | ---------------------------------- | ---------------------------------------------------------- |
| 1968년 | 星影のワルツ                       | 센 마사오                                                  |
| 1969년 | 夜明けのスキャット                 | 유키 사오리                                                |
| 1970년 | 黒ネコのタンゴ                     | 미나가와 오사무                                            |
| 1971년 | わたしの城下町                     | 코야나기 루미코                                            |
| 1972년 | 女のみち                           | 미야 시로와 핀카라 트리오                                  |
| 1973년 | 女のみち                           | 미야 시로와 핀카라 트리오                                  |
| 1974년 | なみだの操                         | 도노사마 킹스                                              |
| 1975년 | 昭和枯れすゝき                     | 사쿠라와 이치로                                            |
| 1976년 | およげ!たいやきくん                | 시몬 마사토                                                |
| 1977년 | 渚のシンドバッド                   | 핑크 레이디                                                |
| 1978년 | UFO                                | 핑크 레이디                                                |
| 1979년 | 夢追い酒                           | 아츠미 지로                                                |
| 1980년 | ダンシング・オールナイト           | 몬타 & 브라더즈                                            |
| 1981년 | ルビーの指環                       | 테라오 아키라                                              |
| 1982년 | 待つわ                             | 아밍                                                       |
| 1983년 | さざんかの宿                       | 오오사와 에이사쿠                                          |
| 1984년 | もしも明日が…。                    | 와라베                                                     |
| 1985년 | ジュリアに傷心                     | 체커즈                                                     |
| 1986년 | CHA-CHA-CHA                        | 이시이 아케미                                              |
| 1987년 | 命くれない                         | 세가와 에이코                                              |
| 1988년 | パラダイス銀河                     | 히카루GENJI                                                |
| 1989년 | Diamonds                           | 프린세스 프린세스                                          |
| 1990년 | おどるポンポコリン                 | B.B.퀸즈                                                   |
| 1991년 | Oh! Yeah!⁄ラブ・ストーリーは突然に | 오다 카즈마사                                              |
| 1992년 | 君がいるだけで/愛してる            | 코메코메 CLUB                                              |
| 1993년 | YAH YAH YAH／夢の番人              | CHAGE and ASKA                                             |
| 1994년 | innocent world                     | Mr.Children                                                |
| 1995년 | LOVE LOVE LOVE／嵐が来る           | DREAMS COME TRUE                                           |
| 1996년 | 名もなき詩                         | Mr.Children                                                |
| 1997년 | CAN YOU CELEBRATE?                 | 아무로 나미에                                              |
| 1998년 | 誘惑                               | GLAY                                                       |
| 1999년 | だんご3兄弟                        | 하야미 켄타로, 시게모리 아유미, 히마와리 킷즈, 경단 합창단 |
| 2000년 | TSUNAMI                            | 사잔 올 스타즈                                             |
| 2001년 | Can You Keep A Secret?             | 우타다 히카루                                              |
| 2002년 | H                                  | 하마사키 아유미                                            |
| 2003년 | 世界に一つだけの花                 | SMAP                                                       |
| 2004년 | 瞳をとじて                         | 히라이 켄                                                  |
| 2005년 | 青春アミーゴ                       | 슈지와 아키라                                              |
| 2006년 | Real Face                          | KAT-TUN                                                    |
| 2007년 | 千の風になって                     | 아키카와 마사후미                                          |
| 2008년 | truth/風の向こうへ                 | 아라시                                                     |
| 2009년 | Believe/曇りのち、快晴             | 아라시 / 야노 켄타 starring Satoshi Ohno                   |
| 2010년 | Beginner                           | AKB48                                                      |
| 2011년 | フライングゲット                   | AKB48                                                      |
| 2012년 | 真夏のSounds good !                | AKB48                                                      |
| 2013년 | さよならクロール                   | AKB48                                                      |
| 2014년 | ラブラドール・レトリバー           | AKB48                                                      |
| 2015년 | 僕たちは戦わない                   | AKB48                                                      |
| 2016년 | 翼はいらない                       | AKB48                                                      |
| 2017년 | 願いごとの持ち腐れ                 | AKB48                                                      |
| 2018년 | Teacher Teacher                    | AKB48                                                      |

## 같이 보기
- 오리콘 앨범 차트
- 일본에서 가장 많이 팔린 음반 목록